# Mrduja
Mrduja je otočić u Splitskim vratima, između Brača i Šolte. Najbliže naselje je Milna na Braču, oko 1 kilometar istočno, kojoj administrativno pripada.
Mjesni je naziv Mrduja, a Komižani i Hvarani je zovu Marduja.
Oko nje se odvija poznata Mrdujska regata jedriličara.

## Mrduja u popularnoj kulturi
Za nju je vezana i šaljiva legenda o svađi Bračana i Šoltana: Bračani i Šoltani su se svađali čija je Mrduja, pa su je i jedni i drugi vezali konopom i potezali na svoju stranu.
Po uzoru na tu legendu, po prvi puta je 9. kolovoza 2008. godine održano natjecanje pod imenom "Potezanje Mrduje" između posade Milne (Brač) i posade Stomorske (Šolta). 
Hvarski pjevač Gego je opjevao ovaj međuotočki rivalitet u pjesmi "Mrduja".

## Vanjske poveznice
|  | Zajednički poslužitelj ima još gradiva o temi Mrduja |